# سیارک ۳۸۰۷
سیارک ۳۸۰۷ (به انگلیسی: 3807 Pagels، نامگذاری:1981SE1) سه هزار و هشتصد و هفتمین سیارک کشف شده‌است که در ۲۶ سپتامبر ۱۹۸۱ کشف شد.
قدر مطلق سیارک برابر ۱۳٫۳۰ است.